# 웨스트미들랜즈주

웨스트미들랜즈 주의 위치

웨스트미들랜즈주(West Midlands)는 잉글랜드의 주로 주도는 버밍엄이며 면적은 902km2, 인구는 2,808,356명(2014년 기준), 인구 밀도는 3,039명/km2이다. 서쪽과 북쪽으로는 스태퍼드셔주, 동쪽으로는 워릭셔주, 남쪽으로는 우스터셔주와 접한다. 버밍엄, 코번트리, 울버햄프턴 등이 속한 광역 도시 지역이다.